# František Muzika
František Muzika (26. června 1900, Praha – 1. listopadu 1974, Praha) byl český malíř, ilustrátor, typograf a scénograf.

## Život

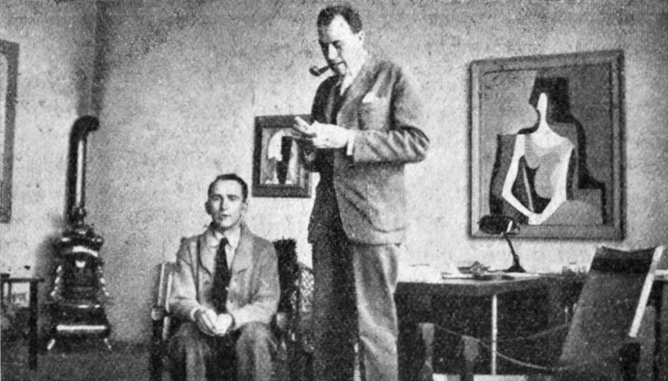
František Muzika (vlevo) se sochařem Bedřichem Stefanem ve svém ateliéru, asi 1930

V letech 1918–1924 studoval Akademii výtvarných umění v Praze u profesorů Jakuba Obrovského, Karla Krattnera a Jana Štursy. Poté odjel do Paříže, kde v letech 1924–1925 pokračoval ve studiích na Académie des beaux-arts. V letech 1945–1970 působil jako profesor na VŠUP v Praze ve Speciálním ateliéru užité grafiky ke knižní úpravě a plakátu.
V roce 1921 vstoupil do Devětsilu, ale hned následující rok přešel do SVU Mánes. Dále byl členem Nové skupiny. Od roku 1927 spolupracoval s Otakarem Štorch-Marienem a stal se uměleckým ředitelem nakladatelství Aventinum a redaktorem časopisu Musaion. Později pracoval pro nakladatelství Melantrich a František Borový.
Byl též významným scénografem, navrhl přes 100 výprav, z toho v letech 1927–1947 provedl 43 výprav pro Národní divadlo v Praze. 
Vedle rozsáhlé malířské činnosti se věnoval volné, užité a drobné grafice, ilustraci, typografii, karikatuře, výtvarné kritice a scénografii. Byl těsně svázán s meziválečnými avantgardními proudy a ve svých úpravách uplatňoval výrazový repertoár „nové typografie“, přesto má jeho typografická tvorba spíše klasicistní charakter. Muzikovou nejvýznamnější teoretickou prací je dvousvazkové monumentální dílo Krásné písmo ve vývoji latinky (1958, 1963), které bylo vydáno i v německém překladu (Die schöne Schrift, 1965).
Jaroslav Seifert, se loučí a vzpomíná na svého celoživotního přítele těmito slovy:
…A tak člověk, kterému leží na srdci otázka, jež je společnou věcí nejen malířů, básníků a filosofů, nýbrž všech, kdo se neženou jen za penězi a poctami a mocí, je v pokušení chopit se této jediné splněné naděje a udělat z ní příklad. Připomínat, nabádat, opakovat, zapřísahat! Hle to je cesta! Toto je cesta ke splnění Tvé naděje. U Tebe toto hledání bylo hloubavé, úsilovné, soustředěné. S vnitřní kázní a kritičností a zároveň s velkolepou výtvarnou fantazií. Odříkavé, nehalasné, pokorné.
Jaké štěstí bylo jít s Tebou Tvou velikou a strmou cestou z ticha zátiší k Malému a Velkému snu a k Tvým nezapomenutelným Ostrovům. Nebylo možné nejít. Síla Tvé fantazie nutila k cestě, která byla vroubena jakoby znameními divukrásných přeludů. Šel jsi za svým viděním a nespěchal jsi. Věděl jsi, kam jdeš. Viděli jsme svítit Tvá okna na větvích stromů. Tvá gesta byla vždycky uměrná a byla menší a menší, protože jich nebylo potřebí. Prošel jsi těsnou branou, za níž se vynořovaly Tvé nové a nové obrazy. Jako blesky světel ve tmě a jako zádumčivý stín v oslňujici záři. Nenechával jsi odpočinout našim očím a naši zvědavost i úžas podpaloval jsi neustále svou neúnavnou fantazií…

## Výstavy
Muzikovy obrazy a kresby jsou zastoupeny v mnoha českých a mezinárodních galeriích, včetně Centre Pompidou v Paříži. V Československu začal vystavovat v roce 1922.

### Účast na mezinárodních výstavách
- 1948 – Biennale Benátky, Italie[6]
- 1964 – Biennale Benátky, Italie
- 1968 – Obsessions et Visions, Gallery André François Petit, Paříž[7]
 Vystavoval společně s Giorgio de Chirico, Max Ernstem, Salvadorem Dali, René Magrittem a ostatními.
- 1969 – Surrealism in Europe, Baukunst Gallery, Kolín nad R., Německo
- 1969 – “Phases”, Musee d’Ixelles, Brusel, Belgie

### Mezinárodní samostatné výstavy
- 1965 – Galleria del Naviglio, Milano, Italie
- 1965 – Galleria del Cavallino, Benátky, Italie
- 1967 – Galerie Maya, Brusel, Belgie
- 1971 – Lambert Monet Art Gallery, Ženeva, Švýcarsko
- 1972 – Baukunst Galerie, Kolín nad Rýnem, Německo

### Účast na mezinárodních výstavách scénografie
- Vídeň 1935
- Milán 1936
- Paříž 1937
- São Paulo 1959
- Putovní výstava, Jižní Amerika 1960–1963

### Mezinárodní ocenění
- 1936 – bronzová medaile scénografie – Milán
- 1937 – 2 ceny (scénografie) Paříž[8]
- 1939 – 2 ceny VI. Triennale, Milano[8]
- 1959 – Zlatá medaile – knižní grafika, Lipsko, Německo[8]

### Plakáty
- Pražské jaro 1946, 1947, 1981

Článek o historii Pražského jara. Obrázky - logo od F. Muziky zdobí průčelí Rudolfina a Obecního domu.
- E. Filla výstava 1947
- J. Wagner výstava 1957

## Ocenění
- 1936 – bronzová medaile za scénické návrhy na mezinárodní výstavě dekorativního umění v Miláně
- 1959 – zlatá medaile na mezinárodní výstavě knižního umění v Lipsku
- 1959 – Matějčkova cena SČVU
- 1961 – zasloužilý umělec
- 1966 – Řád práce
- 1967 – Cena kritiky v Bruselu

## Galerie

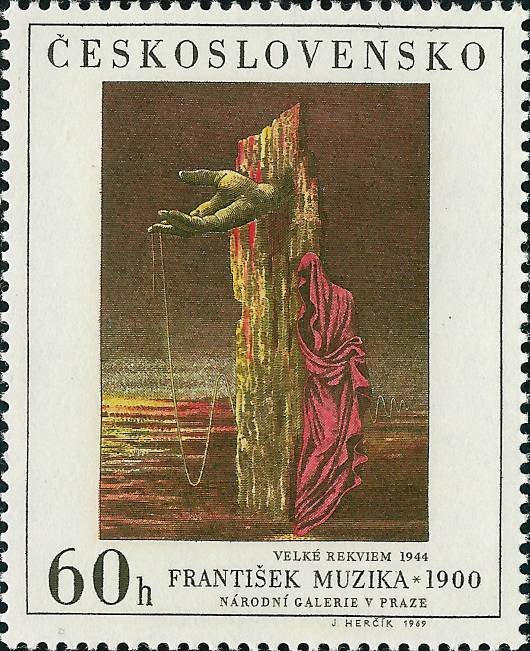
Československá poštovní známka – Umění 1969 – obraz F. Muzika, Velké rekviem
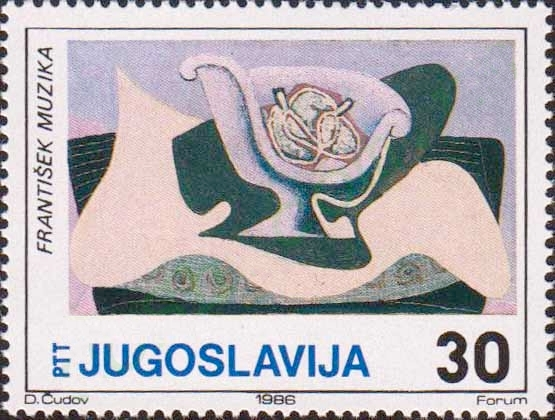
'Still Life' Jugoslávské poš. známka vyhotovená podle Muzikova návrhu, publikována r. 1986.